# 4318 Бата
4318 Бата (4318 Baťa) — астероїд головного поясу, відкритий 21 лютого 1980 року.
Тіссеранів параметр щодо Юпітера — 3,159.